# Mitreden! Deutschland diskutiert
Mitreden! Deutschland diskutiert ist eine gemeinsame abendliche Hörfunksendung der ARD-Informationswellen, die seit dem 29. April 2024 montags und donnerstags von 20:15 Uhr bis 22:00 Uhr ausgestrahlt wird. Darin werden Themen, die in Deutschland aktuell diskutiert werden und die für die öffentliche Meinungsbildung bedeutsam sind, mit Beteiligung von Hörern und von Experten aufgegriffen und besprochen. Sie wird im wöchentlichen Wechsel von BR24, NDR Info und rbb24 Inforadio, seit September 2024 auch von MDR Aktuell produziert und von BR24live, hr-info, NDR Info Spezial und SWR Aktuell live übernommen. Sie ist Teil des ARD-Infoabends.
Zur vollen und zur halben Stunde werden Nachrichten gesendet. Einige Programme, etwa hr-info, senden in diesem Zeitfenster eigene Nachrichten.
Die Sendung wird durch einen Video-Livestream begleitet, der auf der Website der gebenden Anstalt abrufbar ist. Sie kann später als Podcast abgerufen werden. 
Vorbild war die Sendung Redezeit, die zuvor schon erfolgreich in NDR Info dreimal wöchentlich von dienstags bis donnerstags etwa zur gleichen Zeit ausgestrahlt wurde. Die gemeinsame Produktion und die Übernahme durch andere Sender ging auf Einsparmaßnahmen der ARD-Sender zurück.